# Lancaster County, Pennsylvania
Lancaster County är ett administrativt område i delstaten Pennsylvania i USA, med 519 445 invånare. Den administrativa huvudorten (county seat) är Lancaster. Lancaster County är ett populärt turistmål, bland annat på grund av dess amishbefolkning.

## Politik
Lancaster County tenderar att rösta på republikanerna i politiska val.
Republikanernas kandidat har vunnit rösterna i countyt i samtliga presidentval sedan valet 1888 utom vid ett tillfälle, valet 1964 då demokraternas kandidat vann med knappt en procents marginal.

## Geografi
Enligt United States Census Bureau har countyt en total area på 2 548 km². 2 458 km² av den arean är land och 90 km² är vatten.

### Angränsande countyn
- Dauphin County - nordväst
- Lebanon County - nord
- Berks County - nordost
- Chester County - öst
- Cecil County, Maryland - syd
- Harford County, Maryland - sydväst
- York County - väst